# Pere Joan Martorell
Pere Joan Martorell i Castelló (Lloseta, 22 de gener de 1972) és poeta, narrador i crític literari. És llicenciat en psicologia. Ha publicat una vintena de llibres. Col·labora, com a crític literari, a la secció Cos de lletra del diari Última Hora. Fou membre fundador de les Edicions del Salobre. Fou director general de Cultura del Govern de les Illes Balears.
Amb la seva darrera novel·la, La memòria de l'Oracle, va guanyar el Premi Mallorca de narrativa 2017. És autor de les novel·les Nocturn sense estrelles (2006) i Llibre de les revelacions (2007), i dels llibres de narracions Art de trobar veritat (2002) i Vides errants (2013). Com a poeta, ha publicat els llibres Del record contra el temps (1995, Premi Llorenç Moyà), La veu del silenci (1996), Curs de matèria reservada (1997, Premi Martí Dot), Llibre d'Eros (1998, Premi de Poesia de la UIB), Breviari de la cendra (2001), Llibre de cera (2005, Premi Viola d'Argent dels Jocs Florals de Barcelona), Dansa nocturna (2007, Premi Ciutat de Palma), Aquest Cor (2012) i Mitologia (2017). Amb Manel Marí, Sebastià Alzamora i Josep Lluís Aguiló publicà 'Grans èxits' (2010, editorial Moll).
És autor del llibre d'art Luis Maraver. El viatge infinit (2017).

## Activitat literària

### Obra publicada
- 1995: Del record contra el temps
- 1996: La veu del silenci
- 1997: Curs de matèria reservada
- 1998: Llibre d'eros
- 2001: Breviari de la cendra
- 2002: Art de trobar veritat
- 2005: Llibre de cera
- 2006: Nocturn sense estrelles
- 2007: Llibre de les revelacions
- 2007: Dansa nocturna
- 2010: Grans èxits
- 2012: Aquest cor
- 2013: Vides errants
- 2017: Mitologia
- 2017: Luis Maraver. El viatge infinit
- 2018: La memòria de l'oracle
- 2022: L'art o la vida. Lleonard Muntaner
- 2023: Quimera. Lleonard Muntaner

### Premis
Al llarg de la seva carrera literària ha rebut diversos premis, entre d'ells:
- 1997: Premi Martí Dot per Curs de matèria reservada
- 1998 Premi de Poesia de la UIB per Llibre d'Eros
- 2005: Premi Viola d'Argent dels Jocs Florals de Barcelona
- 2007: Premi Ciutat de Palma per Dansa Nocturna[3]
- 2012: Premi Mallorca de Poesia per Aquest Cor.
- 2013: Premi Pare Colom de narrativa per Vides errants[4]
- 2017: Premi Mallorca de Narrativa per La memòria de l'Oracle

També ha estat finalista del Premi Òmnium Cultural a la millor novel·la de l'any 2018 amb La Memòria de l'Oracle.